# 태양 에너지 발전

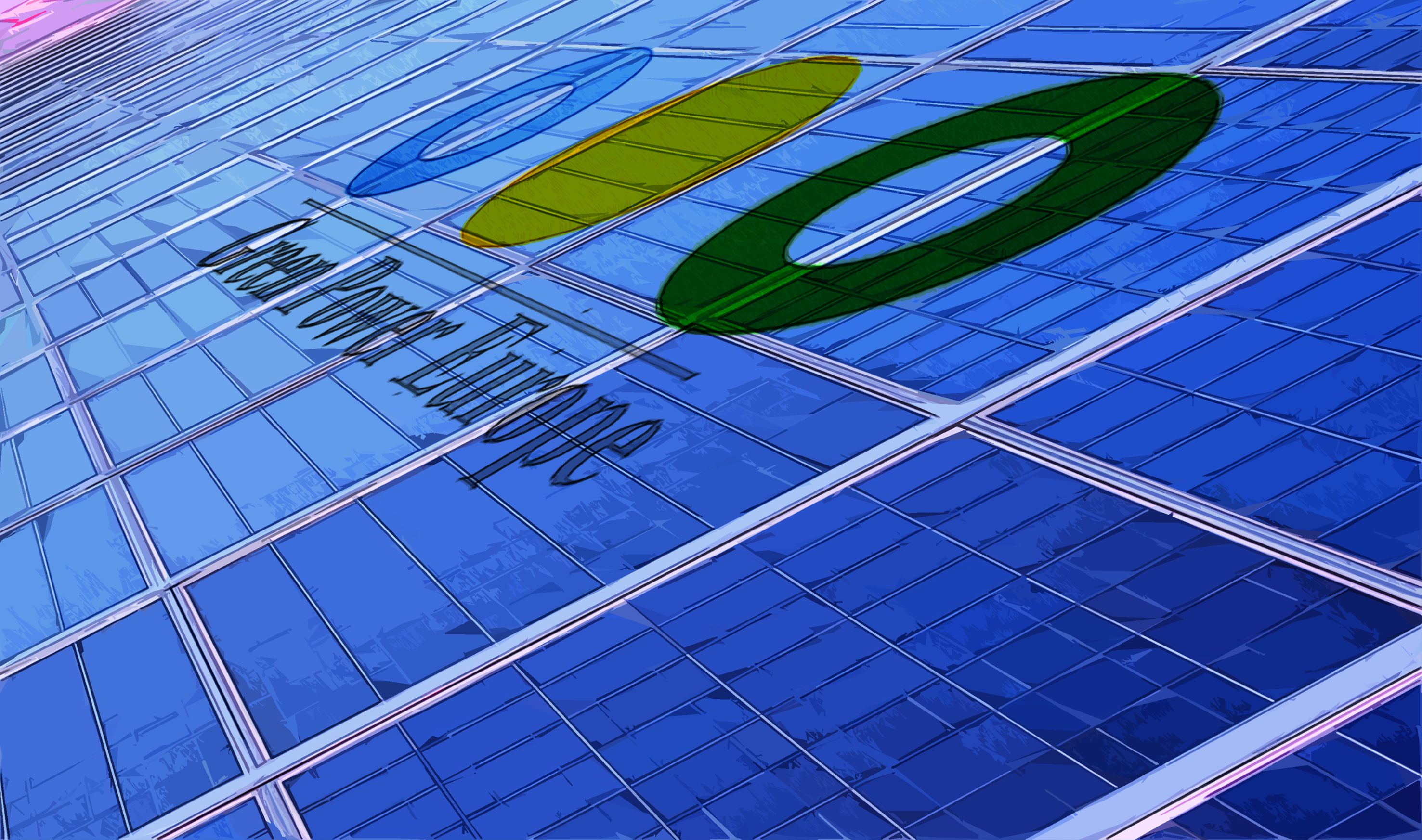
유럽의 태양광 발전 패널

태양 에너지 발전은 태양에서 전달되는 에너지를 이용하여 전기를 생산하는 발전 방식이다. 빛을 직접 전기로 전환하는 태양광 발전과 열 에너지를 사용하는 태양열 발전으로 구분할 수 있다.
태양 전지는 처음에는 계산기의 구동 전력과 같이 적은 에너지를 사용하는 곳에 이용되기 시작하였으나 점차 보다 큰 에너지의 집약에 이용되어 현재는 다양한 부분의 전력 공급에 사용되고 있다. 1980년대 처음 상용 태양광 패널이 개발되었을 때는 높은 단가로 이용에 어려움이 있었으나 패널 가격이 하락하면서 매 3년 마다 전력 생산이 2배 씩 느는 추세로 확대되어왔다. 미국과 캐나다의 경우 새로 설치되는 발전소의 4분의 3 가량이 태양광 발전소이다. 태양광 패널은 기존 도시 건물의 옥상을 비롯하여 다양한 장소에 설치할 수 있다는 장점이 있고 환경에 따라 기가와트 규모의 발전소 건설도 가능하다.
2023년 기준 전세계 전력 생산의 약 5% 가량을 태양 에너지 발전이 담당하고 있어, 기후변화 완화를 위한 파리 협정이 채결되던 2015년 당시의 1%에 비하면 가파른 증가 추세를 보이고 있다. 태양 에너지 발전은 풍력 발전과 함께 대표적인 재생 가능 에너지로 대부분의 국가에서는 육상형 풍력 발전기와 함께 신규 설치 비용이 가장 저렴한 메가와트 급 규모의 태양 에너지 발전기를 설치하고 있다.
2022년 기준 태양 에너지 발전기의 절반 정도가 건물 옥상에 설치되어 있다. 기후 위기에 대응하기 위해서는 지금보다 훨씬 더 많은 저탄소전력이 필요하다. 2022년 국제 에너지 기구는 전력망 통합과 규제 완화, 재정 문제 등에 대한 노력이 필요하다고 발표하였다.

## 에너지 잠재력
태양 에너지의 잠재력에 가장 큰 영향을 미치는 요소는 지리적 위치이다. 조금 씩의 차이는 있으나 저위도 지방이 일반적으로 단위 면적당 태양 에너지의 크기가 더 크다. 그러나 태양의 움직임을 추적하는 방식의 태양 전지판을 사용하면 중위도 이상의 지역에서도 더 많은 태양에너지를 이용할 수 있다. 태양 에너지의 활용은 구름의 양과 같은 자연 환경이나 토지 이용 계획과 같은 사회적 환경에 영향을 받는다.

## 기술
태양 에너지 발전은 태양광 발전과 태양열 발전의 두 가지 기술이 사용된다.
- 태양광 발전은 태양 전지판을 이용하여 햇빛을 직접 전력으로 변환하는 기술이다.
- 태양열 발전은 태양광의 열 에너지를 이용하여 증기를 만들고 증기 터빈을 사용하여 전기를 생산하는 방식으로, 주로 집광형 태양광 발전 시스템이 사용된다.

### 태양광 전지

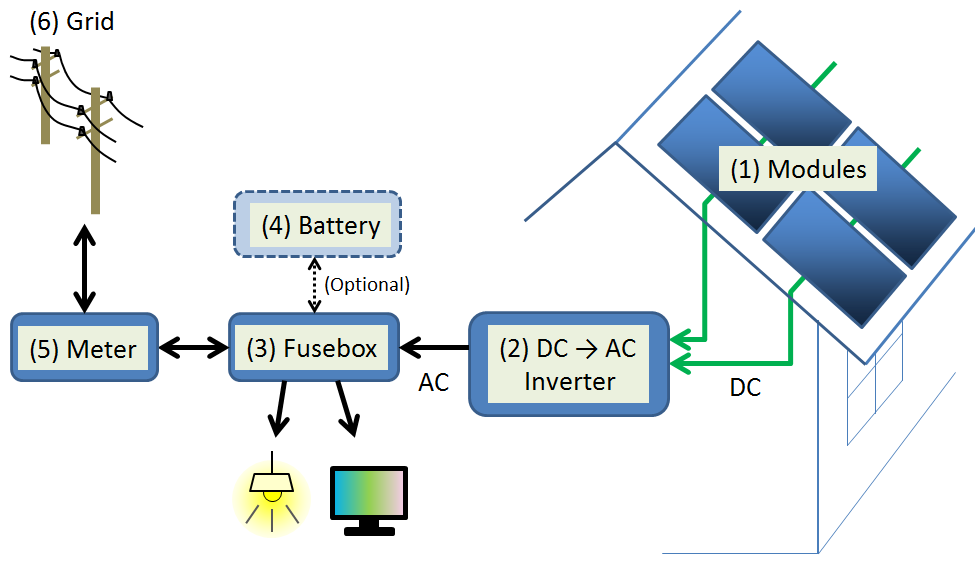
주거용 태양광 발전의 개요

태양 전지는 광전 효과를 이용하여 햇빛을 전기로 전환한다. 최초의 태양 전지는 1880년대 찰스 프리츠가 제작하였다. 독일의 기업가 에른스트 베르너 폰 지멘스은 이 발명의 중요성을 인식한 사람들 가운데 한 명이었다. 1931년 독일의 브루노 랑게가 세레늄화은을 사용한 광전지를 개발하였지만 이 초기 셀레늄 전지의 변환 효율은 1% 미만에 그쳤다. 1954년 규소를 이용한 태양전지가 만들어졌다. 그러나 에너지 효율이 4.5~6%에 불과한 초기 태양전지의 발전 단가는 와트 당 286 달러에 달해 상용화에는 무리가 있었다. 1957년 벨 연구소의 마틴 아탈라가 규소의 표면 부동태화 공정을 개발하여 태양 전지 효율을 개선할 수 있었다.
2022년 기준 태양 전지의 90% 이상은 결정질 실리콘으로 제작된다 태양광 발전은 광전효과로 방출되는 전자를 직접 이용하기 때문에 전기 역시 직류로 생산된다. 따라서 교류로 생산되는 일반적인 발전 방식의 전기와 호환하기 위해서는 오히려 직류를 교류로 변환하는 과정이 필요하다. 태양광 발전판은 여러 개의 태양전지를 연결하여 제작된 패널이며 적절한 회로 구성을 통해 원하는 전압을 형성할 수 있다. 이후 교류의 전환은 해당 지역에서 사용되는 전기의 주파수에 따른 위상을 맞추어 이루어진다.
대부분의 주거용 태양광 발전은 기존의 전력망에 맞물려 사용되며, 전기 수요가 큰 선진국의 경우 이러한 복합적 사용이 일반적인 형태이다. 태양광 발전을 기존 전력망에 연결하여 사용할 때 자체 생산 전기를 저장할 수 있는 전지를 이용할 수 있다. 등대나 위성 통신시설과 같이 고립된 곳이나 개발도상국처럼 인프라가 갖추어 지지 못한 곳에서는 추가적인 발전설비를 백업으로 사용하여 야간과 같이 태양광 발전이 불가능한 때에도 전력을 유지한다.
농지에서 작물을 그대로 키우면서 태양광 발전을 병행하는 수직 농지 발전 시스템으로 농업과 발전을 병행하기도 한다. 이 외에도 물 위에 설치하는 수상 태양광 발전, 주차장, 지붕 등 다양한 곳에 태양광 발전기를 설치할 수 있다.

#### 박막 태양광
유리, 플라스틱, 금속 등의 기판 위에 광전지를 얇은 층으로 형성하여 제작한 박막 태양광 발전은 2세대 태양 전지이다. 박막 태양전지는 가드뮴텔루라이트, CIGS 전지, 비결정질 박막 실리콘과 같은 여러 물질들이 적용되고 있다. 카드뮴텔루라이트의 경우 제작단가가 낮고 효율이 좋다는 장점이 있으나 제작 공정에서 독성 물질이 배출되기 때문에 일본과 같은 나라에서는 제조 및 사용이 금지되었다.

#### 페로브스카이트 태양 전지
페로브스카이트 태양 전지는 페로브스카이트 구조를 가진 물질을 광흡수층으로 사용하는 태양 전지이다. 납이나 주석을 중심 금속으로 하는 유-무기 할로젠화물이 주로 사용된다. 2009년 실험에서 기존의 태양 전지에 비해 3.8% 정도의 효율 개선이 보고되었고 이후 2021년 단독 사용시 25.7%, 규소 기반 전지와 병용시 29.8%의 효율 개선이 보고 되었다.

### 집광형 태양광 발전

집광형 태양광 발전은 포물선의 촛점 원리를 이용하여 햇빛의 열을 한 곳에 모은다.

집광형 태양광 발전은 렌즈나 거울 등을 태양의 궤적을 쫓는 추적 시스템과 연동하여 촛점에 햇빛을 집중시킨 다음생성된 열을 사용하여 증기 터빈을 가동하는 방식의 발전 설비이다.
포물선형 배치, 소형 반사경의 선형 배치, 접시형 시스템, 발전 타워 등 다양한 방식의 기술들이 결합되어 태양을 추적하고 빛을 모은다. 대개는 작동 유체로 수증기를 이용하며 가열된 수증기가 터빈을 돌리면 이에 연결된 발전기가 작동하는 방식이다. 태양열 발전은 태양광 발전과 달리 낮 도안 열을 저장하고 이를 계속하여 발전에 사용하여 효율을 높일 수 있어 태양광 발전을 보완할 수 있다. 그러나 아직은 발전 규모가 작기 때문에 2022년 국제 에너지 기구는 집광형 태양광 발전에서 전력 저장 비용을 더 보강할 필요가 있다고 권고하였다.
2021년 기준 집광형 태양광 발전의 발전 단가는 태양광 발전보다 두 배 정도 비쌌지만 탄소 배출 절감에는 보다 유리한 것으로 조사되었다.

### 혼합 운용
실제 발전 설비의 설치에서는 두 종류의 태양 에너지 발전 기술뿐만 아니라 다른 여러 재생 가능 에너지 발전을 포괄하여 사용하기도 한다. 수력, 풍력 및 전기 저장을 위한 전지 등이 일반적으로 결합될 수 있다. 이러한 복합 발전의 가장 큰 장점은 환경의 영향에 따라 출력이 급변할 수 밖에 없는 다양한 재생 가능 에너지 발전의 출력 공백을 서로 매꿀 수 있다는 것이다. 특히 태양 에너지 발전은 특성상 낮시간에만 사용 가능하기 때문이다. 수력 발전소 주변에 태양 전지판을 추가하는 것은 특히 유용한 방법으로 평가되고 있다. 비용면에서 수력 발전은 풍력에 비해 저렴하고 이미 설치되어 있는 기존 전력선을 그대로 사용할 수 있기 때문이다.

## 개발 현황

2022년 태양 에너지 전력 생산 비중

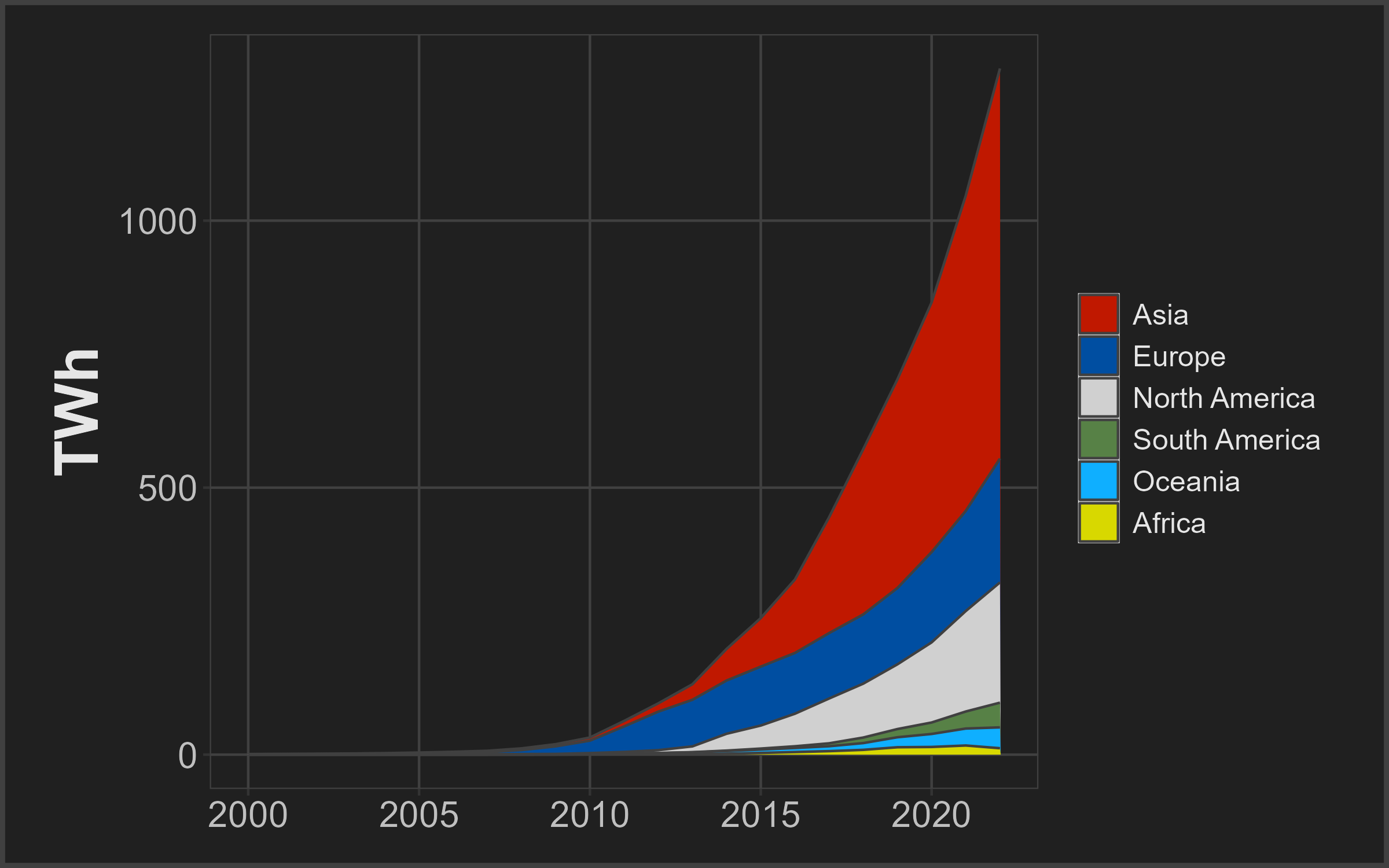
대륙별 연간 태양 에너지 발전량

태양 에너지 발전 설치 현황. 2024년 기준 중국의 비중이 절반을 차지할 것으로 예상된다.

1996년 이후 태양 에너지 발전의 성장을 나타낸 반대수 그래프

발전 종류별 생산량

### 초기
태양 에너지 기술은 1860년대부터 시작되었다. 석탄이 고갈될 것이 예상되었기 때문이다. 1884년 뉴욕시 지붕에  설치된 찰스 프리츠의 셀레늄 전지의 효율은 1% 정도였다. 20세기 초반 예상했던 것 보다 화석연료의 매장량과 가용성이 충분하여 고갈될 위험이 사라지자 태양 에너지 개발은 정체되었다. 1950년 벨 연구소의 규소 웨이퍼에 붕소 박막을 코팅한 "벨 태양전지"의 효율은 6% 정도였고 1 제곱야드의 전력 생산량은 50 와트 정도였다. 초기 태양광 발전 기술은 기존 발전 기술이 미치지 못하는 위성 분야와 같은 곳에 적용되었다. 1957년 태양전지를 갖춘 최초의 위성인 뱅가드 1호가 발사되었다.
1970년대까지도 태양전지는 너무 비싸서 위성 이외의 분야에 적용되기 어려웠다. 1974년 북아메리카 전체에서 태양 에너지 발전 설비를 갖춘 주택은 단 6 채에 불과하였다. 그러나 1973년 석유 위기와 1979년 석유 위기가 연이어 발생하자 태양 에너지 발전은 다시 주목받기 시작하였다.
미국은 연방 태양광 설비 프로그램을 추진하였고 일본도 선사인 계획을 추진하였다. 이와 같은 프로그램의 추진은 오늘날 미국의 국립재생에너지연구소, 일본의 신에너지산업기술종합개발기구, 독일의 프라운호퍼 협회 산하 태양 에너지 시스템 연구소와 같은 기구의 설립으로 이어졌다. 미국의 경우 지미 카터 대통령 시기 2000년까지 에너지의 20%를 태양광에서 생산하겠다는 목표를 세웠지만, 후임인 로널드 레이건이 예산 지원을 철회하여 답보 상태에 접어들었다. 1980년대 초 석유 위기가 지나가고 유가 하락 국면이 시작되자 태양 에너지 발전은 이후 1996년까지 큰 주목을 받지 못하였다.

### 20세기 말 이후의 상황
1990년대 중반 이후 지구 온난화가 전지구적 환경 문제로 대두되자 태양 에너지 발전이 다시 주목 받게 되었다. 서유럽을 중심으로 대두된 환경 운동은 기후 변화에 대한 보다 적극적인 대응을 요구하면서 재생 가능 에너지의 수요를 높였고 태양 에너지 발전 역시 많은 투자를 통한 개발과 발전 단가 차이에 대한 정부 보조라는 정책에 힘입고 탄력을 받기 시작하였다.
21세기에 들면서 태양광 발전의 성장은 유럽 밖으로 전파되어 아시아, 특히 일본과 중국이 새로운 성장세를 보였다. 현재 태양 에너지 발전 설비 제조에서 가장 많은 생산을 보이는 곳은 중국이다. 기술면에서는 여전히 태양광 발전이 태양열 발전에 비해 높은 비중을 차지한다. :51 2010년에서 2020년 사이의 10년 동안 태양광 발전의 건설 비용이 85% 낮아지는 동안 태양열 발전의 대표 기술인 집광형 태양광 발전 설비의 비용 감소는 68%에 그쳤기 때문이다.
2021~2022년의 전세계적 에너지 위기 동안 규소중합체와 같은 재료 비용의 상승에도 불구하고 천연 가스 등의 에너지원 비용 상승이 태양 에너지 발전 설비 확산을 촉진하였다. 2022년 처음으로 세계 전체의 태양 에너지 발전 용량이 1 테라와트를 넘어섰지만 그여전히 화석 연료의 비용이 태양광 발전의 가장 큰 걸림돌로 작용하고 있어 화석연료 보조금 정책이 시행되면 태양광 발전 설비의 성장은 둔화되는 양상을 보인다.

## 경제

### 와트당 비용
태양 에너지 발전의 생산율은 해당 지역의 일사량이 결정적 역할을 한다. 반면, 일반적인 비용 요소는 각종 설비의 설치와 유지 관리 등의 비용과 인건비, 그리고 필요한 토지의 사용 비용 등이다.
태양광 발전 설비의 가용 기간은 대략 25~40년 으로 따한 번 설치되면 추가적 비용은 크지 않아 초기 비용이 전체의 80-90%를 차지한다. : 165
한편 전기료에 대해서는 국가에 따라 가격 상한을 두거나 기존 발전 대비 차액을 보조하는 차액 계약을 실시하고 있다.
저위도 건조 지대라면 다른 어떤 자원보다 태양 에너지 발전이 가장 저렴하다. 사우디아라비아가 2021년 4월 체결한 알 파이살리아 태양광 발전소의 전력구매계약은 킬로와트시 당 1.04 센트로 세계에서 가장 낮은 태양광 발전 단가를 기록하였다.
그러나 중위도 계절풍 지역에서 태양 에너지 발전의 생산성은 낮아질 수 밖에 없는데, 2023년 고정형 태양광 발전 기준 주요국 균등화 발전단가는 1 메가와트시 당 인도 26∼37달러, 아랍에미리트 33∼47달러, 중국 31∼54달러, 독일 50∼69달러, 미국 52∼79달러, 일본 52∼101달러, 한국 78∼147달러 정도이다.

### 태양 에너지 분포
지역별 태양 에너지 분포는 아래의 지도와 같다.

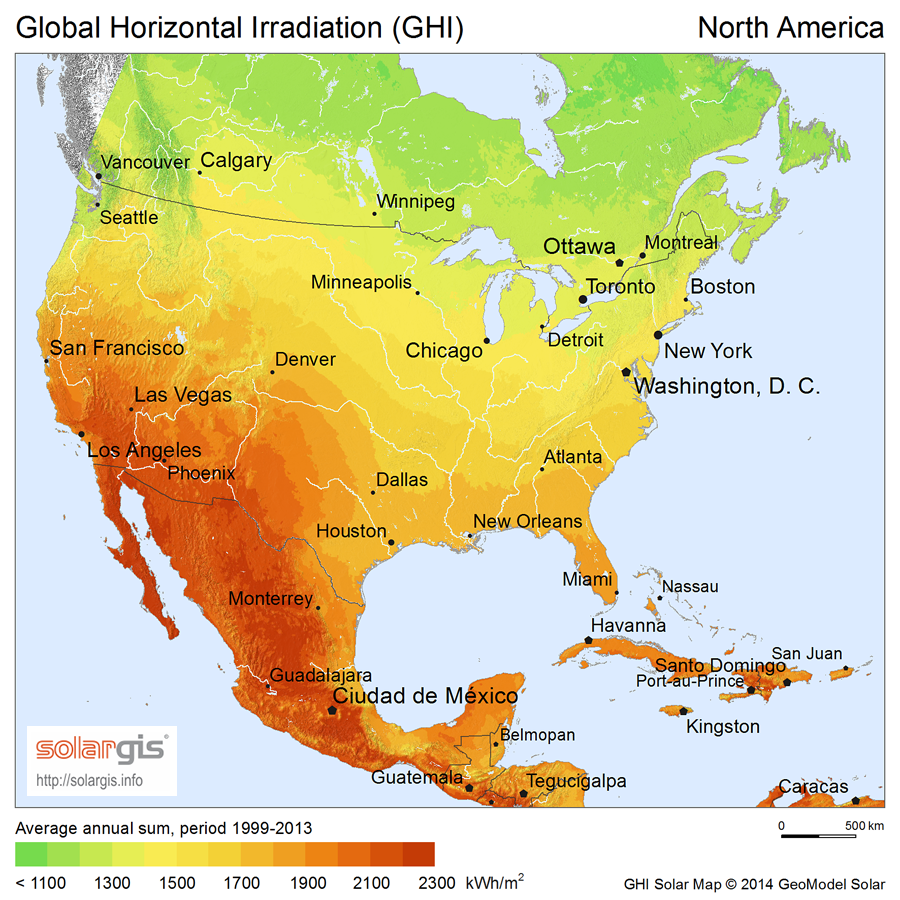
북아메리카
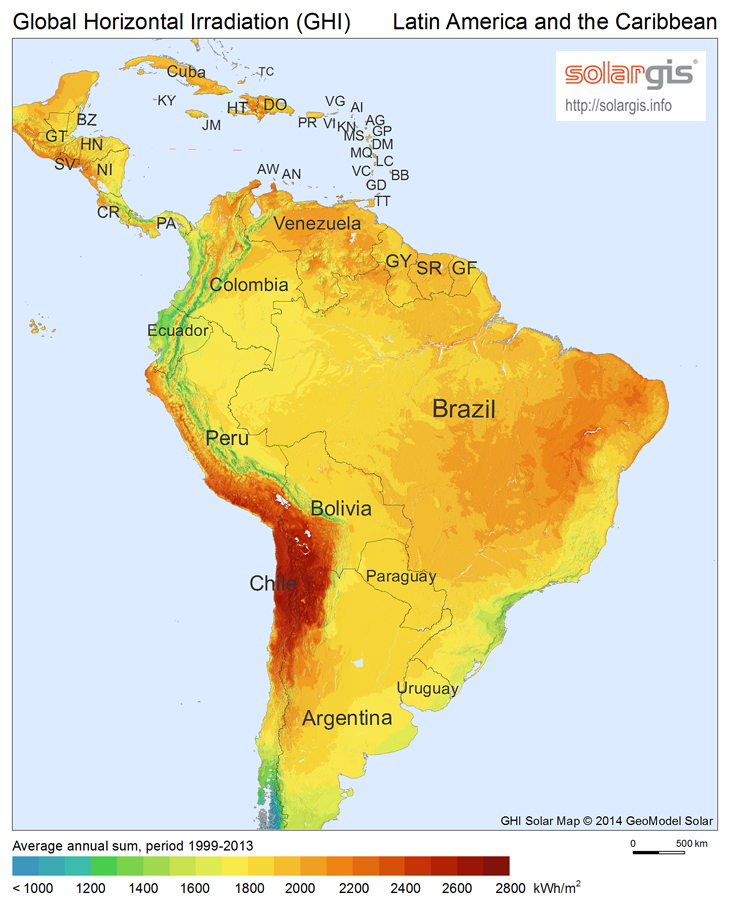
남아메리카
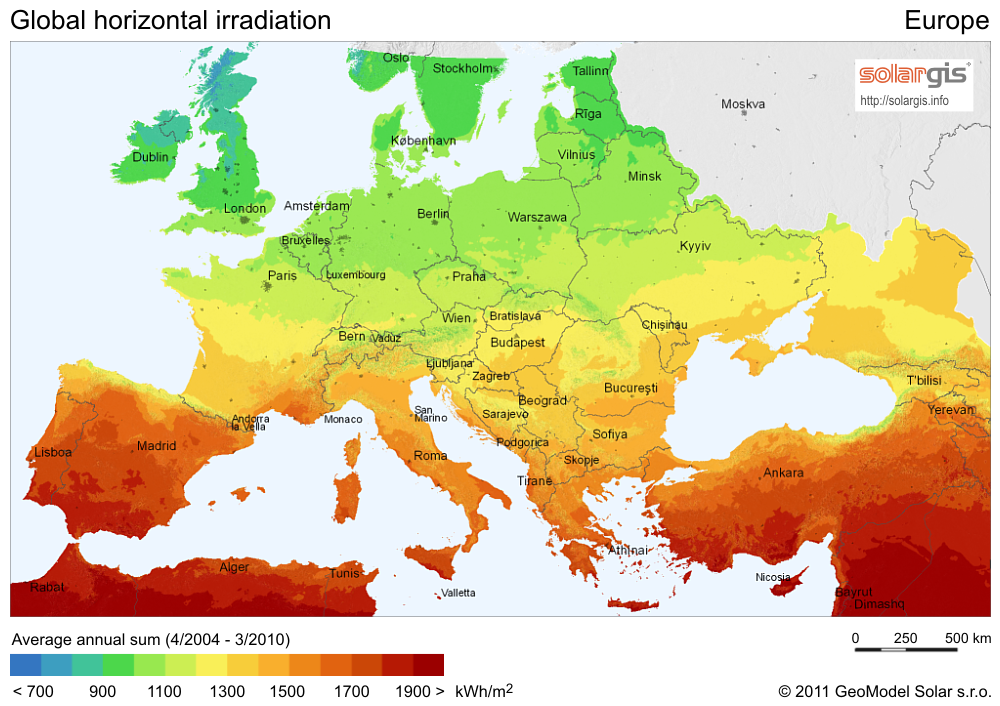
유럽 부근
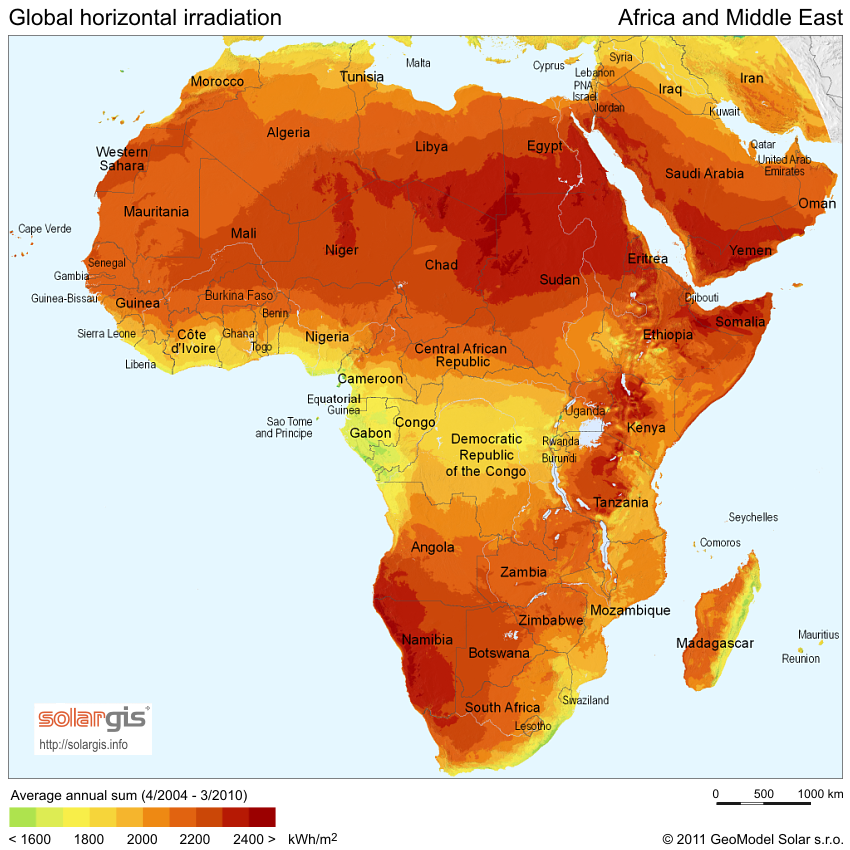
아프리카 부근
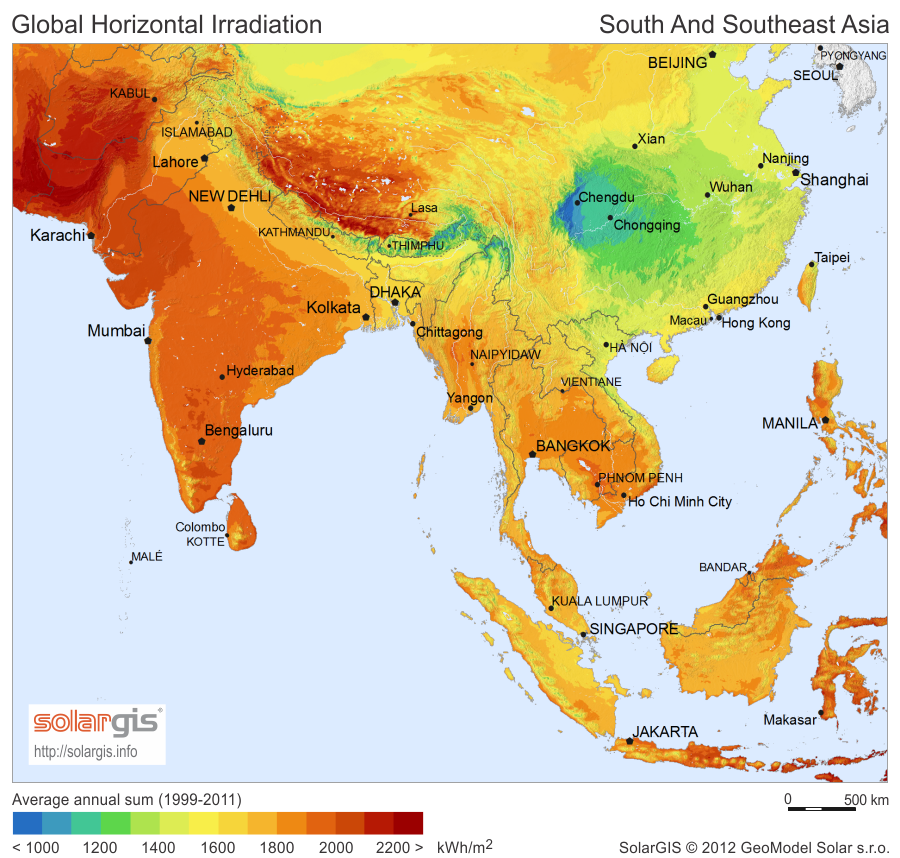
남아시아 및 동남아시아
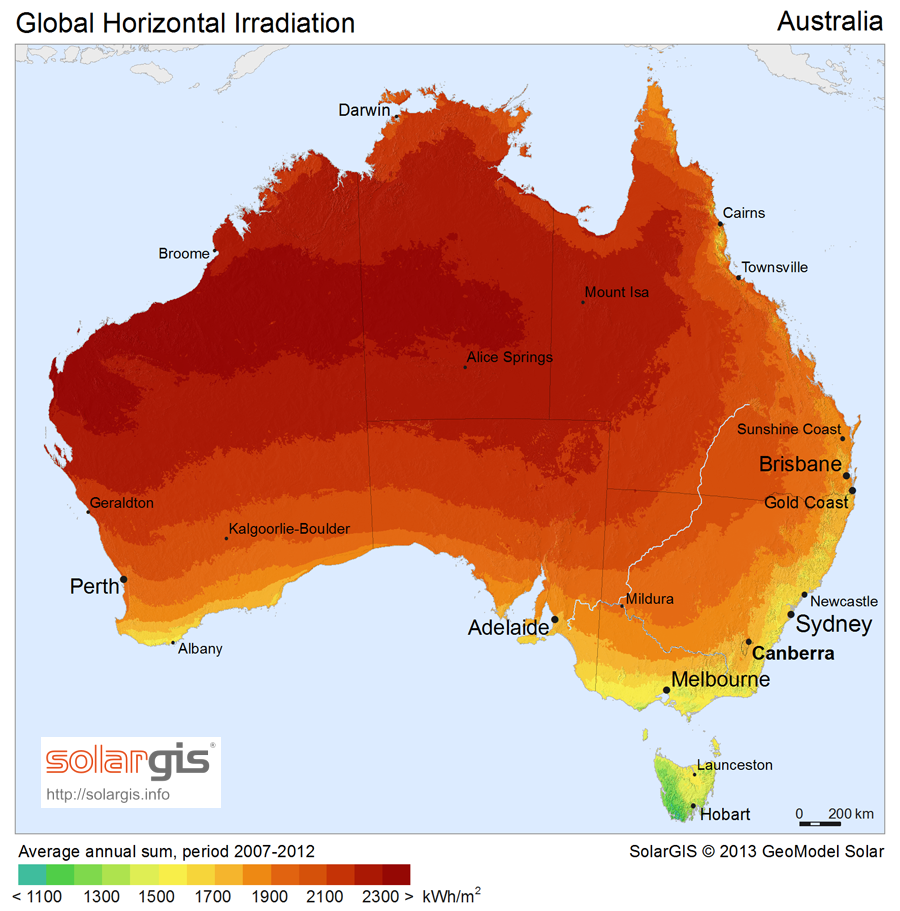
오스트레일리아
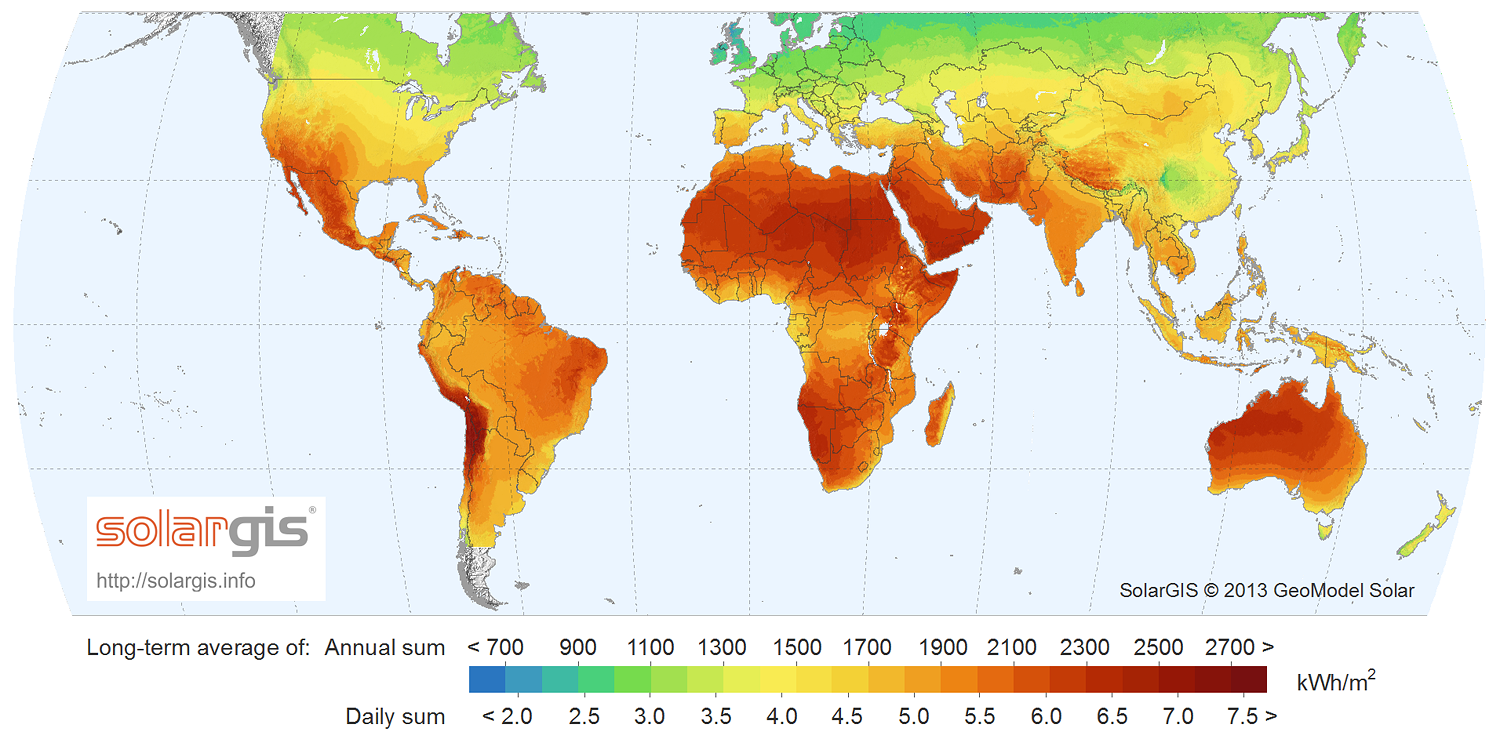
세계

## 같이 보기
- 100% 재생 가능 에너지
- 태양 에너지
- 태양광 자동차
- 지속 가능한 에너지